# Ascalaphus quadrimaculatus
Ascalaphus quadrimaculatus är en insektsart som beskrevs av Lichtenstein 1796. Ascalaphus quadrimaculatus ingår i släktet Ascalaphus och familjen fjärilsländor. Inga underarter finns listade i Catalogue of Life.